# 莫里哀戲劇獎
莫里哀戲劇獎（法語：Nuit des Molières）是始创于1987年的法国国家戏剧奖。创始人是乔治·克拉韦纳（Georges Cravenne），他也是法国凯撒电影奖的创始人。
奖项的名称来自法国著名戏剧家莫里哀。

## 外部連結
- 官方網站 （页面存档备份，存于）